# 真福寺 (岡崎市)

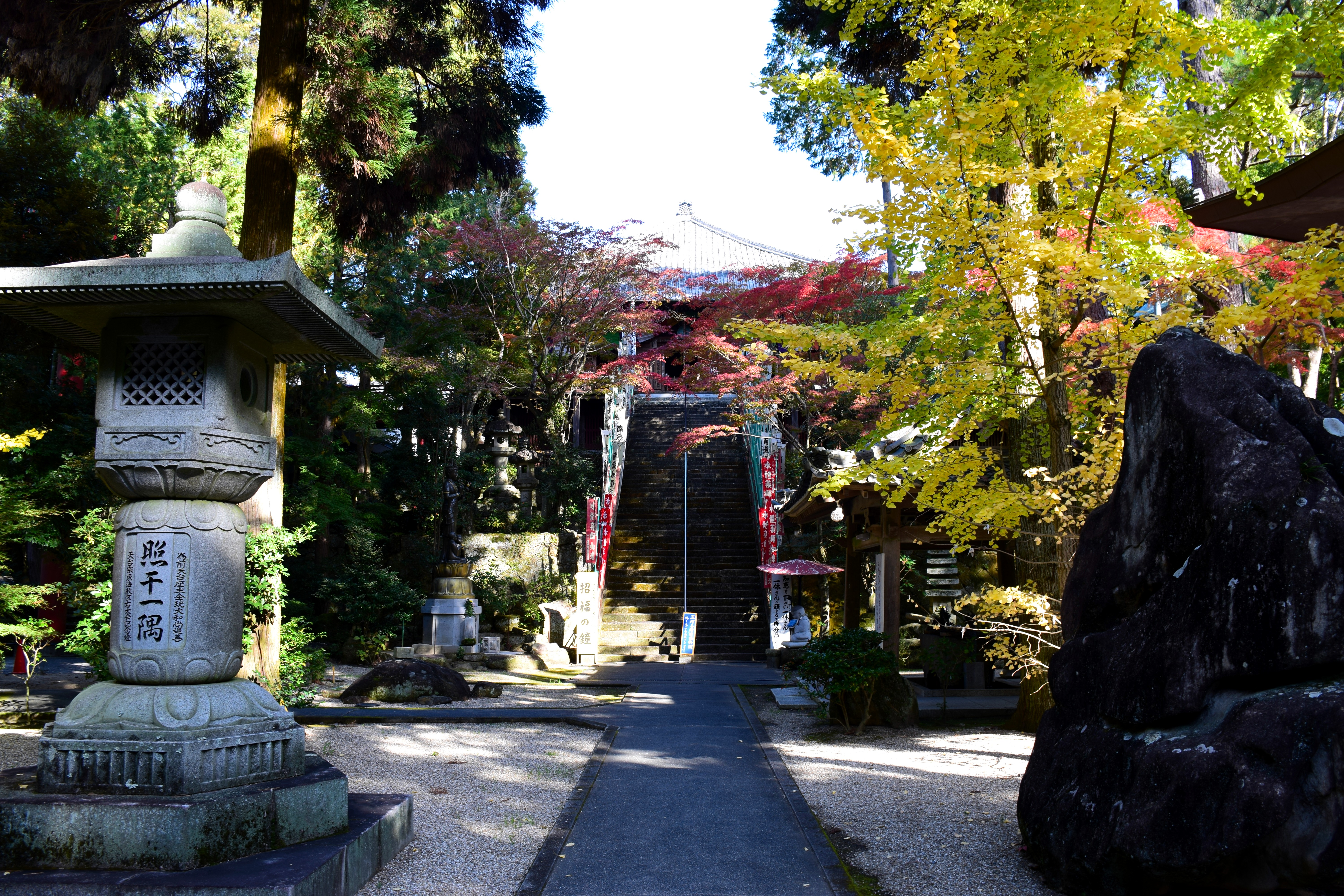
境内の紅葉

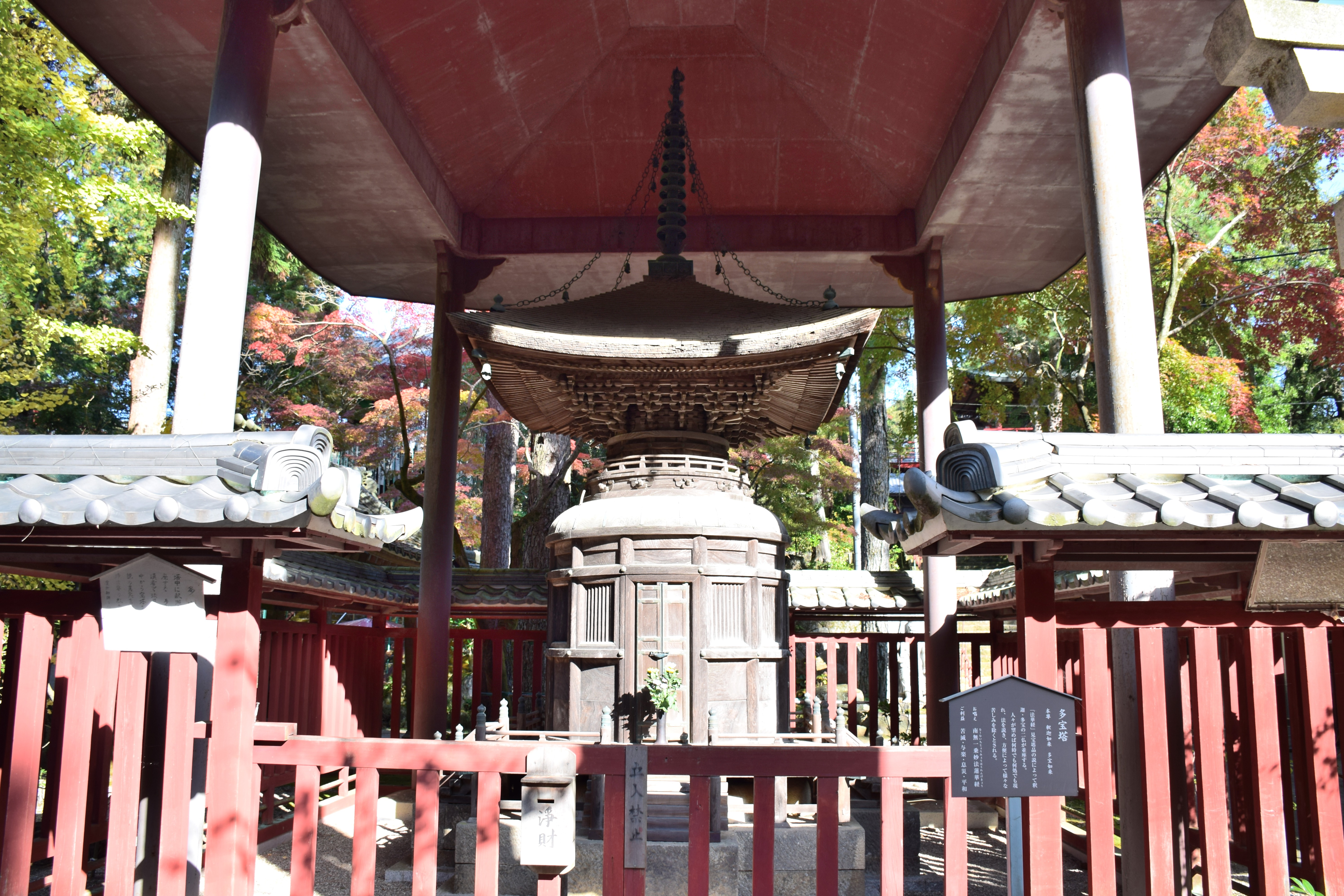
多宝塔（室町時代）

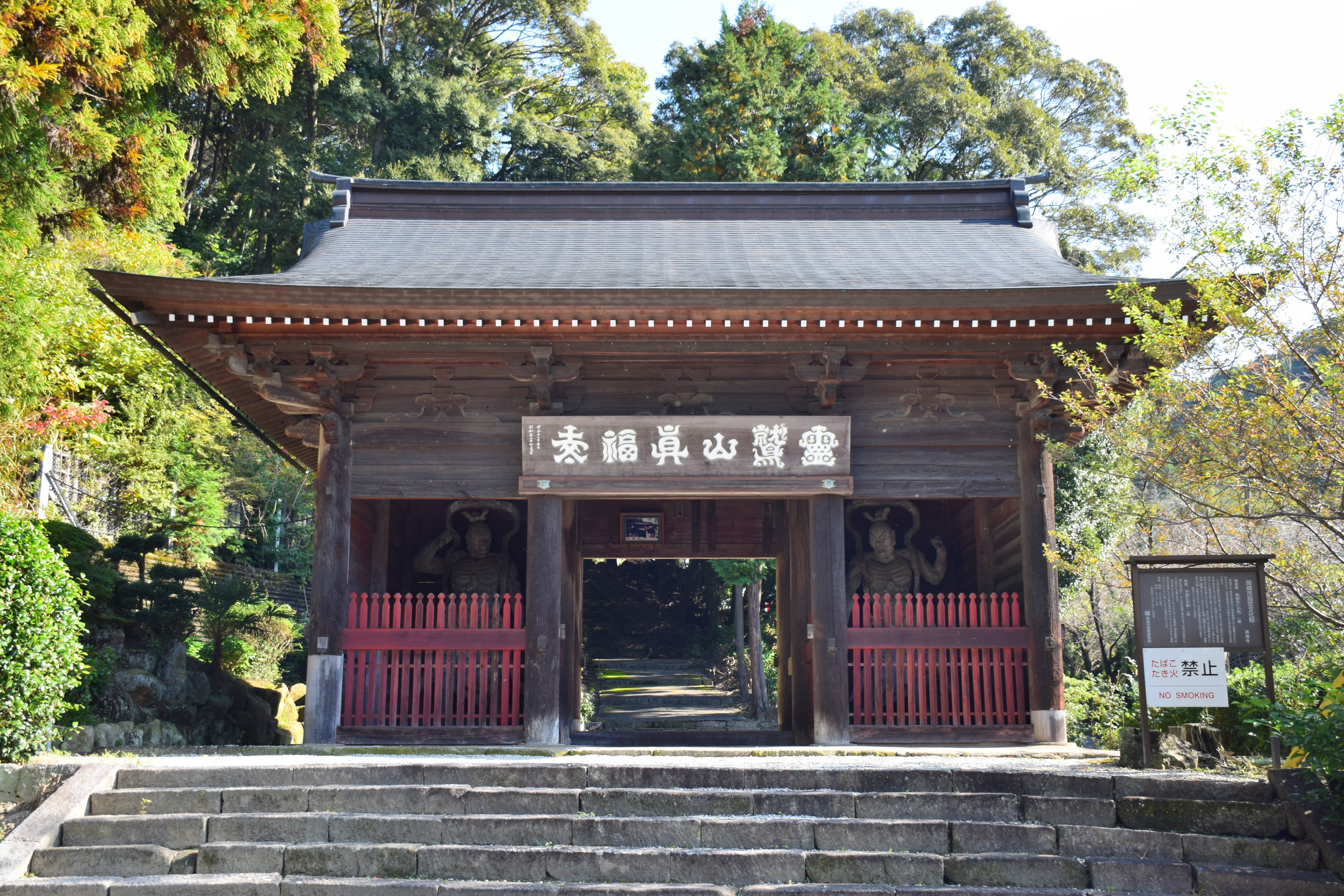
仁王門

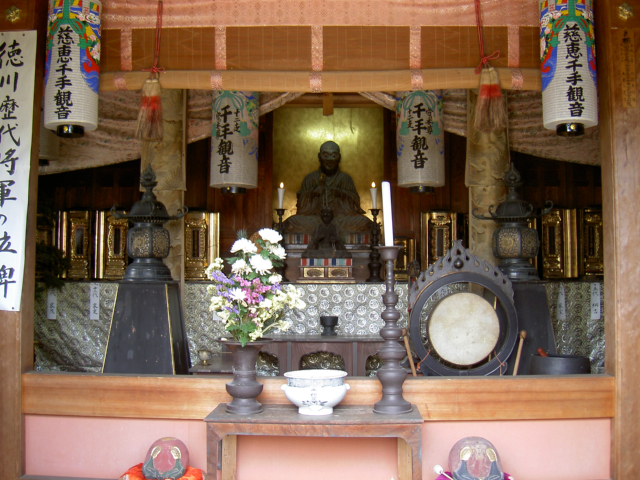
慈恵大師坐像（重要文化財）

真福寺（しんぷくじ）は愛知県岡崎市真福寺町薬師山にある天台宗の寺院。

## 概要
山号は霊鷲山（りょうじゅせん）。詳しくは霊鷲山降劒院真福寺と称する。通称・三河薬師。本尊は水体薬師と通称する薬師如来。竹膳料理で知られる。岡崎観光きらり百選に選定されている。

## 歴史
伝承では聖徳太子建立46か寺の一とされ、推古天皇2年（594年）、物部守屋の子の物部真福（まさち）が願主となって建立したという。また『聖徳太子伝古今目録抄』でも、物部真福が父物部守屋のために真福寺を建立したとされる。
聖徳太子建立のことは伝承の域を出ないが、当寺には奈良時代にさかのぼる塑像の頭部が伝来しており、創建はかなり古く、真福寺東谷遺跡の寺院跡は三河最古の古代寺院跡とされる。かつては物部氏氏寺とされる北野廃寺が移転してきたものと考えられていたが、発掘調査により現在では否定されている。真福寺東谷遺跡からは建物跡や、飛鳥時代後期の北野廃寺系瓦、瓦塔、須恵器、陶器、釘などが見つかっている。
仁平元年（1151年）に全山焼失した。現存する仁王門などは明応3年（1494年）に復興したものである。

## 文化財

### 重要文化財
- 木造慈恵大師（じえだいし）坐像 - 「慈恵大師」「元三大師」として信仰を集める良源の肖像。文永11年（1274年）、仏師法橋□快の銘がある。「法橋」の後の一字はチョウ（「大」の下に「周」）と読む説もある。

### 愛知県指定有形文化財
- 塑造仏頭 - 奈良時代。江戸時代に本堂内から発見された。仁平元年（1151年）の火災で焼け残った仏像の頭部と推定され、真福寺の当初の本尊ではないかとも言われている。

### 岡崎市指定文化財
- 真福寺仁王門[6]
- 絹本著色三千仏像[6]
- 絹本著色慈恵大師並侍者像[6]
- 木造仁王像[6]
- 塑像仏頭[6]
- 鰐口[6]
- 紙本墨書真福寺勧進帳[6]

## 所在地
- 愛知県岡崎市真福寺町薬師山6

## 交通アクセス
- 名鉄名古屋本線 東岡崎駅から車で約15分。
  - 真福寺に至る道は通称「真福寺道」または「薬師道」と呼ばれている。